# Concilio de Éfeso
El Concilio de Éfeso se celebró entre el 22 de junio y el 16 de julio del año 431, en Éfeso, antiguo puerto griego, en la actual Turquía y es considerado el tercero de los siete primeros concilios ecuménicos.
Es considerado por la Iglesia católica, la Iglesia ortodoxa,  el luteranismo, la Comunión anglicana y las Iglesias ortodoxas orientales como el III Concilio Ecuménico.

## Motivación del concilio
Como reacción al apolinarismo (Apolinar de Laodicea 310-390) que propugnaba que el Verbo se habría encarnado tomando solo cuerpo, pero no alma humana, la Escuela de Antioquía comenzó a proponer que las naturalezas humana y divina en Cristo eran completas a tal grado que formaban dos sustancias independientes, dos personas en definitiva. Teorías de esta índole fueron propuestas por Diodoro de Tarso y Teodoro de Mopsuestia que empleaban imágenes como la presencia de una persona (persona divina) en un templo (persona humana) o el vestido (persona divina) que se pone alguien (persona humana) para explicar la unión de las dos naturalezas.
Dado que la terminología no era clara y única, los ejemplos y explicaciones variaban. Por otro lado, las teorías explicadas en la escuela de Antioquía no tenían mucha difusión y pudieron pasar desapercibidas hasta que Nestorio las dio a conocer con motivo de la denominación de la Virgen como «Madre de Dios». Nestorio se había hecho monje y alcanzó gran fama en Antioquía por sus dotes de predicador. Fue elegido patriarca de Constantinopla en 428. Se le pidió intervenir en un tumulto causado por un monje que afirmaba que María no era madre de Dios. Explicó el patriarca que María era «madre» de la naturaleza humana de Cristo y que, por tanto, se le podía llamar Madre de Cristo, pero que era un error llamarla «madre de Dios».
La respuesta del patriarca causó estupor. No tardaron en salir los defensores de la maternidad divina de María. Así, por ejemplo, Eusebio de Dorilea y Proclo de Constantinopla. Nestorio acudió a las autoridades civiles para acallar a los monjes que se le oponían y escribió al papa Celestino I (429) para pedirle su opinión sobre esta doctrina que enseñaba. Le envió para ello una serie de sermones que el papa puso a consideración de Juan Casiano. 
Sin embargo, Cirilo de Alejandría tomó con fuerza la lucha contra Nestorio, movido también por las rivalidades entre la escuela de Alejandría y la de Antioquía. Cirilo envió a Roma a Posidonio con escritos y argumentaciones que demostraban la heterodoxia de Nestorio. En esos días, Casiano también dio su parecer desfavorable sobre los escritos del patriarca de Constantinopla. La respuesta de Celestino (430), tras pedir nuevamente consejo en un sínodo celebrado en Roma, fue dar plenos poderes, como delegado suyo, a Cirilo y escribir a Nestorio para que se sometiera a la doctrina que Cirilo le presentaría como ortodoxa.
Ese mismo año se celebró otro sínodo, esta vez en Alejandría, que Cirilo presidió y que dio como fruto los célebres Doce anatematismos que expresaban la doctrina considerada ortodoxa. Este texto fue enviado a Nestorio para que, como había indicado la iglesia de Roma, fuera suscrita por el patriarca. Sin embargo, las expresiones empleadas por los anatematismos no eran exactas y luego fueron empleadas por los monofisitas. El mismo Nestorio se dio cuenta de la ambigüedad de los textos y respondió con sus Doce antianatematismos intentando refutar las posiciones de san Cirilo.
En este momento otros personajes intervienen tratando de aplacar los ánimos y sobre todo aclarando que las afirmaciones de Cirilo tampoco resultaban ortodoxas dado que parecían sostener una sola naturaleza en Cristo. Así se pronunciaron el patriarca de Antioquía, Juan y Teodoreto de Ciro (ambos formados también en la escuela de Antioquía).
Nestorio acudió también al emperador, Teodosio II quien, para evitar conflictos mayores, decidió convocar un concilio. Escribió al papa para comentarle su idea y este le prometió que enviaría sus legados al concilio. Hay que decir que la situación era compleja pues la posición de Nestorio había sido ya condenada por Celestino y, por tanto, el concilio –si quería evitar un cisma– debía hacer otro tanto. El emperador fijó el 431 para la celebración del concilio e indicó que se realizaría en Éfeso. Allí Celestino envió a sus legados: los obispos Arcadio y Proyecto y el presbítero Filipo. Por otra parte, el papa escribió a Cirilo para que no se condenara a Nestorio sin oírlo antes.
Al contrario de los anteriores concilios cuyas cuestiones teológicas se referían principalmente a la unicidad de Dios, el concilio de Éfeso supuso un cambio de dirección, pues se debatió sobre la naturaleza de Cristo dada la negación de los nestorianos a la unicidad de la naturaleza de Cristo y considerar que sus naturalezas, divina y humana, se encontraban separadas, prevaleciendo la naturaleza humana sobre la divina, por lo que María no debía ser considerada Madre de Dios (Theotókos), sino solo "Madre de Cristo" (Khristotokos, ya que había dado a luz a un hombre en que la divinidad había ido a habitar).

## Desarrollo del concilio
En la primera sesión del concilio, celebrada el 22 de junio, y aprovechando la ausencia de Nestorio que se negaba a comparecer hasta que no llegara a Éfeso su amigo el patriarca  Juan de Antioquía, se procedió a condenar la doctrina nestoriana como errónea (Cánones 2 a 5), decretando que Cristo era una sola persona con sus dos naturalezas inseparables. Asimismo, decretó la maternidad divina de María. Cirilo logró además que se aprobara un decreto redactado por él que deponía y excomulgaba a Nestorio. 
El 27 de junio llegó a Éfeso Juan de Antioquía, celebrando inmediatamente una asamblea paralela en la que acusa a Cirilo de herejía arriana, por lo que se procedió a su condena y deposición. 
El 10 de julio llegaron los legados papales (los obispos Arcadio y Proyecto y el representante personal del papa Celestino I, Felipe), que aprueban la sesión celebrada el 22 de junio y con ello la condena de Nestorio.
El texto principal de la decisión del Concilio es la siguiente:

Pues, no decimos que la naturaleza del Verbo, transformada, se hizo carne; pero tampoco que se trasmutó en el hombre entero, compuesto de alma y cuerpo; sino, más bien, que habiendo unido consigo el Verbo, según hipóstasis o persona, la carne animada de alma racional, se hizo hombre de modo inefable e incomprensible y fue llamado hijo del hombre, no por sola voluntad o complacencia, pero tampoco por la asunción de la persona sola, y que las naturalezas que se juntan en verdadera unidad son distintas, pero que de ambas resulta un solo Cristo e Hijo; no como si la diferencia de las naturalezas se destruyera por la unión, sino porque la divinidad y la humanidad constituyen más bien para nosotros un solo Señor y Cristo e Hijo por la concurrencia inefable y misteriosa en la unidad... Porque no nació primeramente un hombre vulgar, de la santa Virgen, y luego descendió sobre Él el Verbo; sino que, unido desde el seno materno, se dice que se sometió a nacimiento carnal, como quien hace suyo el nacimiento de la propia carne... De esta manera [los Santos Padres] no tuvieron inconveniente en llamar madre de Dios a la santa Virgen.
Concilio de Efeso, Denzinger 111a

La solución no satisfizo a ninguno y ambos comenzaron a hacer presión sobre el emperador. Consta que Cirilo sobornó a autoridades imperiales. Teodosio finalmente mandó publicar las decisiones del concilio, confirmando la condena de Nestorio, enviándolo al monasterio de Eutropio y nombrando un nuevo patriarca de Constantinopla, Candidiano. Dado que Nestorio continuó publicando obras y difundiendo sus ideas fue trasladado a diversas prisiones hasta llegar a Egipto. Allí publicó todavía el Libro de Heráclides.

## Cánones
Se aprobaron ocho cánones:
- Los cánones 1-5 condenaron a Nestorio y Celestio (propulsor de la doctrina del pelagianismo) y sus seguidores como herejes.
- El canon 6 decretó la deposición de la sede clerical o la excomunión para aquellos que no aceptaron los decretos del concilio.
- El canon 7 condenó cualquier desviación del credo establecido por el Primer Concilio de Nicea (325), en particular una exposición del sacerdote Charisius.
- El canon 8 condenó la interferencia del obispo de Antioquía en los asuntos de la Iglesia en Chipre y decretó en general que ningún obispo debía asumir el control de ninguna provincia que hasta el momento, desde el principio, no haya estado bajo su propia mano o la de su predecesores [...] para que los cánones de los padres no sean transgredidos.

Aunque el emperador Teodosio había sido partidario de Nestorio, decidió ratificar lo dispuesto en el concilio. El papa Celestino había muerto el 27 de julio de 431, pero su sucesor Sixto III dio la confirmación papal a las acciones del concilio.

## Consecuencias
Los eventos crearon un gran cisma entre los seguidores de las diferentes versiones del concilio, que solo fue reparado por negociaciones difíciles. Las facciones que apoyaron a Juan de Antioquía aceptaron la condena de Nestorio y, después de aclaraciones adicionales, aceptaron las decisiones de Cirilo. Sin embargo, la grieta se abriría nuevamente durante los debates previos al Concilio de Calcedonia.
Persia había sido durante mucho tiempo el hogar de una comunidad cristiana que había sido perseguida por la mayoría zoroástrica, que la había acusado de inclinaciones romanas. En 424 la Iglesia persa (Iglesia del Oriente) se declaró independiente de las Iglesia romana, para evitar las acusaciones de lealtad extranjera. Siguiendo el cisma nestoriano, la Iglesia persa se alineó cada vez más con los nestorianos, una medida alentada por la clase dominante zoroástrica. La Iglesia persa se hizo cada vez más nestoriana en doctrina en las próximas décadas, lo que aumentó la división entre el cristianismo en Persia y en el Imperio romano. En 486 el metropolitano de Nisibis, Barsauma, aceptó públicamente al mentor de Nestorio, Teodoro de Mopsuestia, como una autoridad espiritual. En 489, cuando la Escuela de Edesa en Mesopotamia fue cerrada por el emperador bizantino Zenón por sus enseñanzas nestorianas, la escuela se mudó a su hogar original de Nísibis, convirtiéndose nuevamente en la Escuela de Nisibis, lo que provocó una ola de inmigración de nestorianos en Persia. El patriarca persa Mar Babai I (497-502) reiteró y amplió la estima de la Iglesia por Teodoro, consolidando la adopción del nestorianismo de su Iglesia.

### Conciliación
En 1994 la Declaración Cristológica Común entre la Iglesia católica y la Iglesia asiria del Oriente marcó la resolución de la disputa entre ellas que había existido desde el Concilio de Éfeso. Expresaron su comprensión común de la doctrina sobre la divinidad y la humanidad de Cristo, y reconocieron la legitimidad y la rectitud de sus respectivas descripciones de María como, en el lado asirio, la Madre de Cristo, nuestro Dios y Salvador, y, en el lado católico, como la Madre de Dios y también como la Madre de Cristo.
| Predecesor: Concilio de Constantinopla I | 'Concilio de Éfeso' del 22 de junio al 17 de julio de 431 | Sucesor: Concilio de Calcedonia |